# برو کریک
برو کریک (به انگلیسی: Barrow Creek) شهرکی واقع در ایالت قلمرو شمالی در استرالیاست.

## آب و هوا
| داده‌های اقلیم برو کریک  | داده‌های اقلیم برو کریک | داده‌های اقلیم برو کریک | داده‌های اقلیم برو کریک | داده‌های اقلیم برو کریک | داده‌های اقلیم برو کریک | داده‌های اقلیم برو کریک | داده‌های اقلیم برو کریک | داده‌های اقلیم برو کریک | داده‌های اقلیم برو کریک | داده‌های اقلیم برو کریک | داده‌های اقلیم برو کریک | داده‌های اقلیم برو کریک | داده‌های اقلیم برو کریک |
| ماه                     | ژانویه                 | فوریه                  | مارس                   | آوریل                  | مه                     | ژوئن                   | ژوئیه                  | اوت                    | سپتامبر                | اکتبر                  | نوامبر                 | دسامبر                 | سال                    |
| ----------------------- | ---------------------- | ---------------------- | ---------------------- | ---------------------- | ---------------------- | ---------------------- | ---------------------- | ---------------------- | ---------------------- | ---------------------- | ---------------------- | ---------------------- | ---------------------- |
| سابقهٔ بیش‌ترین °C (°F)   | ۴۴٫۵ (۱۱۲)             | ۴۳٫۷ (۱۱۱)             | ۴۰٫۶ (۱۰۵)             | ۳۷٫۹ (۱۰۰)             | ۳۴٫۸ (۹۵)              | ۳۱٫۰ (۸۸)              | ۳۱٫۰ (۸۸)              | ۳۵٫۱ (۹۵)              | ۳۶٫۷ (۹۸)              | ۴۰٫۷ (۱۰۵)             | ۴۲٫۵ (۱۰۹)             | ۴۳٫۶ (۱۱۰)             | ۴۴٫۵ (۱۱۲)             |
| میانگین بیش‌ترین °C (°F) | ۳۷٫۰ (۹۹)              | ۳۵٫۶ (۹۶)              | ۳۳٫۸ (۹۳)              | ۳۰٫۲ (۸۶)              | ۲۵٫۴ (۷۸)              | ۲۲٫۵ (۷۳)              | ۲۲٫۲ (۷۲)              | ۲۵٫۳ (۷۸)              | ۲۹٫۱ (۸۴)              | ۳۳٫۱ (۹۲)              | ۳۵٫۴ (۹۶)              | ۳۶٫۸ (۹۸)              | ۳۰٫۵۳ (۸۷٫۱)           |
| میانگین کم‌ترین °C (°F)  | ۲۴٫۱ (۷۵)              | ۲۳٫۴ (۷۴)              | ۲۱٫۴ (۷۱)              | ۱۷٫۵ (۶۴)              | ۱۲٫۹ (۵۵)              | ۹٫۵ (۴۹)               | ۸٫۲ (۴۷)               | ۱۰٫۵ (۵۱)              | ۱۴٫۳ (۵۸)              | ۱۸٫۶ (۶۵)              | ۲۱٫۶ (۷۱)              | ۲۳٫۳ (۷۴)              | ۱۷٫۱۱ (۶۲٫۸)           |
| سابقهٔ کم‌ترین °C (°F)    | ۱۳٫۲ (۵۶)              | ۱۴٫۶ (۵۸)              | ۹٫۹ (۵۰)               | ۷٫۵ (۴۶)               | ۲٫۳ (۳۶)               | −۱٫۱ (۳۰)              | −۰٫۴ (۳۱)              | −۰٫۵ (۳۱)              | ۳٫۳ (۳۸)               | ۶٫۲ (۴۳)               | ۹٫۳ (۴۹)               | ۱۱٫۱ (۵۲)              | −۱٫۱ (۳۰)              |
| بارندگی میلی‌متر (اینچ)  | ۶۰٫۴ (۲٫۳۸)            | ۶۷٫۲ (۲٫۶۵)            | ۴۳٫۲ (۱٫۷)             | ۱۴٫۲ (۰٫۵۶)            | ۱۶٫۰ (۰٫۶۳)            | ۱۱٫۳ (۰٫۴۴)            | ۹٫۴ (۰٫۳۷)             | ۵٫۶ (۰٫۲۲)             | ۹٫۰ (۰٫۳۵)             | ۱۷٫۹ (۰٫۷)             | ۲۸٫۷ (۱٫۱۳)            | ۴۱٫۷ (۱٫۶۴)            | ۳۲۴٫۱ (۱۲٫۷۶)          |
| میانگین روزهای بارانی   | ۵٫۰                    | ۵٫۲                    | ۳٫۱                    | ۱٫۵                    | ۱٫۶                    | ۱٫۵                    | ۱٫۲                    | ۰٫۹                    | ۱٫۲                    | ۳٫۰                    | ۴٫۱                    | ۵٫۰                    | ۳۳٫۳                   |
| منبع:                   |                        |                        |                        |                        |                        |                        |                        |                        |                        |                        |                        |                        |                        |